# Albert Lockefeer
Albertus Ludovicus Seraphinus (Albert) Lockefeer (Nieuw-Namen, 11 mei 1899 – Hulst, 18 maart 1977) was een Nederlands politicus van de KVP.
Hij werd geboren in de Zeeuws-Vlaamse gemeente Clinge als zoon van Ludovicus Aloysius Lockefeer (1875-1945) en Maria Florentina Vernimmen (1875?-1919). Zijn vader was aanvankelijk schipper en was later handelaar in koloniale waren. Albert Lockefeer ging na zijn opleiding bij een normaalschool werken in de zaak van zijn vader. Daarna werd hij procuratiehouder bij een textielfabriek. Hij kwam in 1939 zowel in de gemeenteraad van Hulst als in de Provinciale Staten van Zeeland. Van 1946 tot 1954 was Lockefeer lid van de Gedeputeerde Staten van Zeeland. Vanaf 1955 was hij de burgemeester van Hulst. Lockefeer ging in 1964 met pensioen en in 1977 overleed hij op 77-jarige leeftijd.
Zijn zoon Willy Lockefeer was Eerste Kamerlid en burgemeester van Aardenburg.
- Nederlandse Thesaurus van Auteursnamen: 074193597
- Virtual International Authority File: 289791336